# Glenea villiersi
Glenea villiersi là một loài bọ cánh cứng trong họ Cerambycidae.